# Anonieme seks- en liefdeverslaafden
Anonieme seks- en liefdeverslaafden (Eng.: Sex and Love Addicts Anonymous, S.L.A.A.) is een gemeenschap waar mensen die vermoeden dat ze aan een seks- en/of liefdeverslaving lijden terechtkunnen. De bijeenkomsten om van de verslaving af te komen, mee om te leren gaan of ervan te herstellen zijn gebaseerd op het twaalfstappenprogramma. 
Doel is het leren om te gaan met verslavend seksueel en emotioneel gedrag. De deelnemers vinden een gemeenschappelijke noemer in de obsessief-dwangmatige patronen, waardoor individuele verschillen in geslacht of seksuele voorkeur niet ter zake doen.
Er zijn in Nederland en België verschillende groepen waar mensen het programma kunnen volgen.